# Medavia
A Medavia (Mediterranean Aviation Co. Ltd) é uma companhia aérea  de Malta, baseada em Luqa. Opera voos charter VIP e de aluguer de longa duração, principalmente no norte de África, para a indústria do petróleo. As suas bases principais são o Aeroporto Internacional de Malta e Aeroporto Internacional de Tripoli, na Líbia.

## História
A Mediavia foi fundada em 1978, fazendo parte do grupo Libyan Arab Foreign Investment (LAFI), tendo iniciado as operações em 1979.  É detida a 51% pela Libyan Arab Maltese Holding, 25% pela Air Malta e 24% pela LAFI. Possui 182 funcionários (2007).

## Frota
(Março de 2008) 

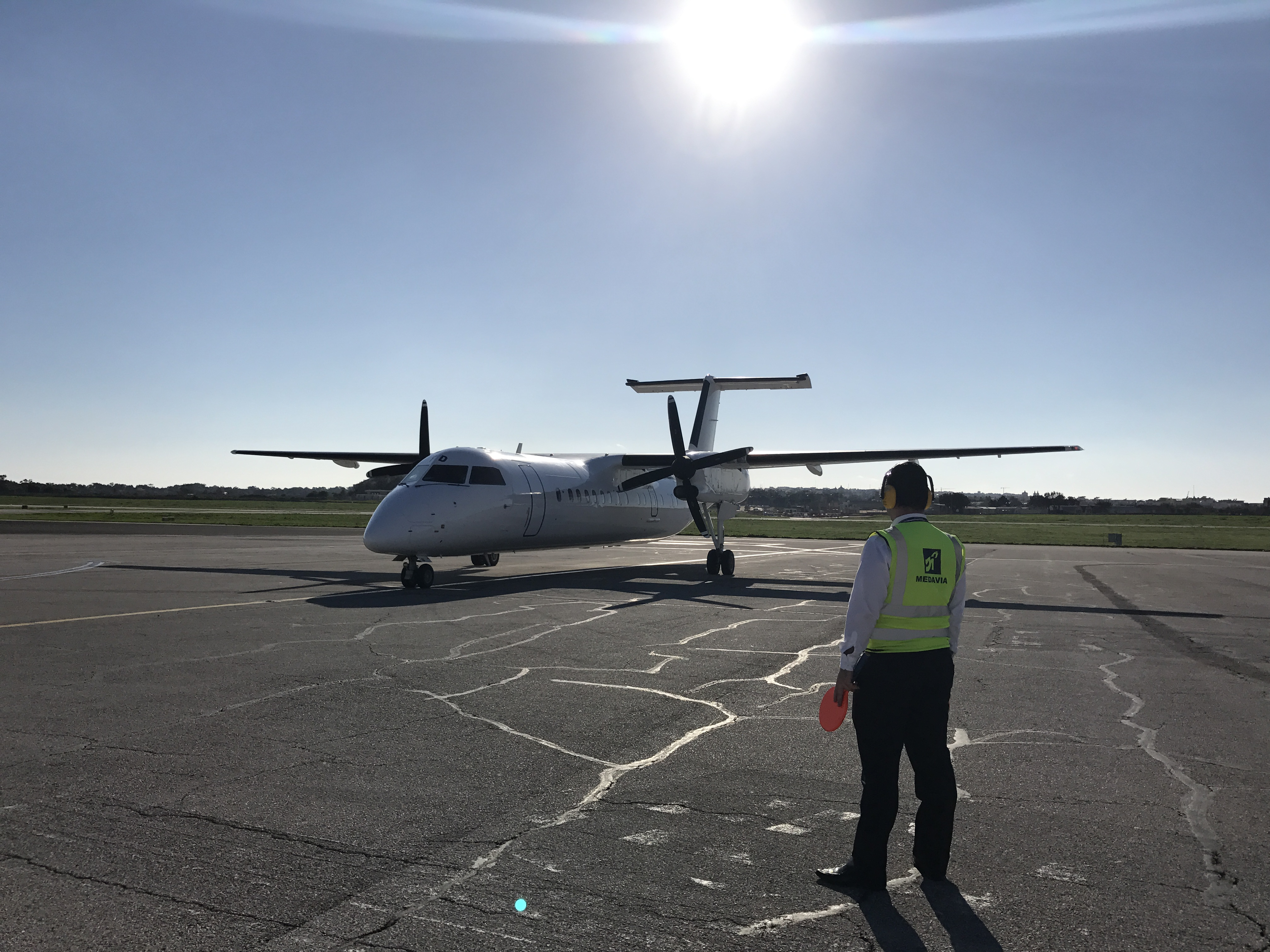
Bombardier Dash-8 da Medavia.

- 1 Bombardier Dash 8 Q100 (operado pela Air Libya)
- 2 Bombardier Dash 8 Q300
- 1 CASA 212-100
- 2 CASA 212-200
- 1 Dornier 328Jet
- 1 Helicóptero
- 2 Raytheon Beech 1900D Airliner